# Kitjevo
Kitjevo (bulgariska: Кичево) är ett distrikt i Bulgarien.   Det ligger i kommunen obsjtina Aksakovo och regionen Oblast Varna, i den östra delen av landet, 400 km öster om huvudstaden Sofia.
Runt Kitjevo är det i huvudsak tätbebyggt.